# Островський Олександр Миколайович
Олександр Миколайович Островський (нар. 31 березня (12 квітня) 1823 — пом. 2 (14) червня 1886) — російський драматург та перекладач. Лауреат Уваровської премії.
Модернізував національний російський театр, розвинувши традиції Фонвізіна та Грибоєдова. Збагатив різножанровістю національну драматургію: сатирична комедія, трагедія, соціально-психологічна драма, історична хроніка. Найвідоміші п'єси «Гроза», «Таланти і шанувальники», «Безприданниця», «Вовки та вівці», «Снігуронька».
Перекладав драми Шекспіра, Квітки-Основ'яненка, Гольдоні, Сервантеса, Теренція та інших європейських класиків.

## Життєпис
Народився у Москві. Предки його і по батьковій, і по материній лінії належали до православного духовенства. Батько священиком не став, а зробив успішну кар'єру чиновника, отримавши дворянський титул. Куди б не переїздила родина Островських, вона завжди опинялася в тому купецько-міщанському оточенні, яке потім з такою глибиною і сарказмом змальовував драматург.
Ставши студентом юридичного факультету Московського університету, вразливий і темпераментний юнак невдовзі втрачає будь-яку цікавість до майбутнього фаху, а серйозно захоплюється театром. Тому вже з третього курсу залишає навчання: «Я з молодих літ кинув усе і весь віддався театру». Правда, років сім все ж довелося попрацювати в судах, що неабияк збагатило його і життєвими враженнями, і досвідом, давши реальне підґрунтя для багатьох п'єс.

## Літературний доробок
14 лютого 1847 року у тісному колі друзів прочитав Островський свій перший твір під скромною назвою «Картина сімейного щастя». «З цього дня я став вважати себе російським письменником і без сумнівів та вагань повірив у своє покликання», згадував Олександр Миколайович. Як правило, він писав свої п'єси за два-три місяці, а то й кілька тижнів, хоча були винятки: наприклад, над п'єсою «Свої люди — розрахуємося» драматург працював майже чотири роки.
В російську літературу увійшов за висловом критика Добролюбова як розвінчувач «темного царства» — ницого міщансько-купецького середовища, де панували «безсилля і внутрішня нікчемність самодурства». Яскравим представником цього «царства» став Тит Титович Брусков з п'єси «У чужому бенкеті похмілля»(1855), що стала першим серйозним успіхом драматурга. А далі було «Доходне місце» (1857) — п'єса, яку сучасники ставили в один ряд із комедією Грибоєдова «Лихо з розуму», і про яку захоплено відгукувався Лев Толстой: «Це величезна річ за глибиною, силою, вірністю сучасного значення…». Проте «Доходне місце» не допущене цензурою на сцену через критику державних хабарників і казнокрадів.
Вершиною драматургії Островського є «Гроза» — п'єса, що стала хрестоматійною завдяки високим художньо-образним якостям, глибиною і влучністю психологічних характеристик її персонажів. Микола Добролюбов у статті «Промінь світла в темному царстві» відзначав: «Гроза» — це, без сумніву, найрішучіший твір Островського; взаємні відносини самодурства і беззахисності доведені в ній до найтрагічніших наслідків… «. І водночас, зазначає критик, в „Грозі“ … є навіть щось освіжаюче й підбадьорююче. Це щось і є, на нашу думку, тло п'єси, яке виявляє хиткість і близький кінець самодурству. Потім сам характер Катерини, що змальований на цьому тлі, теж віє на нас новим життям, яке відкривається нам у самій її загибелі…» На думку Добролюбова, Катерина — це «крок вперед не лише в драматургічній діяльності Островського, а й в усій нашій літературі»!
Не зважаючи на творчу критику купецького середовища та певні античиновницькі демарші, творчість Островського прихильно сприймалася доволі консервативним імператором Олександром III, та й рідний брат драматурга посідав вагоме державне місце — Міністра державного майна. Наприкінці життя імператор Олександр III призначив Островському персональну пенсію у 3 тисячі рублів, але фінансові справи у нього йшли вкрай погано.
Помер у Костромській губернії.

## Островський та Україна
«Гроза» міцно ввійшла в репертуар національних театрів. Зокрема, в Україні запам'яталася постановка цієї п'єси М. Крушельницьким у Харкові. Взагалі, п'єси Островського користувалися широкою популярністю на українській сцені. Гарячим пропагандистом його творчості був М. Садовський, який зіграв близько трьох десятків ролей у п'єсах Островського. Його високо цінували Іван Франко і Панас Мирний, а для класика української драматургії Івана Карпенка-Карого творчість Островського була взірцем і школою.
Сам Островський виявляв пильний інтерес до українського театру. Він, зокрема, переклав російською мовою комедію Г. Квітки-Основ'яненка «Щира любов», серед його перекладів також п'єси Михайла Старицького «За двома зайцями» та «Остання ніч». Також він допомагав літературній кар'єрі українського письменника Єгора Дріянського.
П'єси Островського з успіхом витримали іспит часом. Вони й нині не сходять зі сцени провідних театрів світу, багато з них екранізовано.

## Екранізації творів О. Островського
- 1911 — «На жвавому місці» (реж. Петро Чардинін)
- 1933 — «Гроза» (реж Володимир Петров)
- 1936 — «Безприданниця» (реж. Яків Протазанов)
- 1956 — «Таланти і шанувальники» (реж. Андрій Апсолон, Борис Дмоховський)
- 1964 — «Одруження Бальзамінова» (реж. Костянтин Воїнов)
- 1971 — «Весняна казка» (реж. Юрій Цвєтков)
- 1973 — «Таланти і шанувальники» (реж. Ісидор Анненський)
- 1975 — «Остання жертва» (реж. Петро Тодоровський)
- 1978 — «Красень-чоловік» (реж. Маргарита Мікаелян)
- 1980 — «Ліс» (реж. Володимир Мотиль)
- 1981 — «Скажені гроші» (реж. Євген Матвєєв)
- 1983 — «Пізня любов» (реж. Леонід Пчолкін)
- 1984 — «Жорстокий романс» (реж. Ельдар Рязанов)
- 1989 — «Серце не камінь» (т/ф, реж. Леонід Пчолкін)
- 1989 — «Одруження Бальзамінова» (фільм-балет, реж. Олександр Бєлінський)
- 1998 — «На жвавому місці» (реж. Олексій Сахаров)
- 2001 — «Дикунка» (реж. Юрій Павлов)
- 2008 — «Без вини винуваті» (реж. Гліб Панфілов) та ін.
  - Див. також Категорія:Екранізації творів Олександра Островського